# 印度尼西亞大酒店
印度尼西亞大酒店（英語：Hotel Indonesia，簡稱），正式名稱為印度尼西亚雅加达凯宾斯基酒店（英語：Hotel Indonesia Kempinski Jakarta），位於印度尼西亞雅加達M·H·譚林路的北端，佔地25,082平方（269,980平方英尺），是東南亞第一座五星級酒店，也是雅加達的地標之一。該酒店於1962年落成，目前由丁香煙製造商針記擁有，由凱賓斯基酒店管理，並於1993年3月29日列為文化資產。
印尼大酒店使用日本的戰爭賠款興建，由丹麥建築師阿貝爾·索倫森（Abel Sorensen）夫婦設計，是1962年雅加達亞運會的配套工程，至1962年8月5日由印尼第一任總統蘇卡諾主持揭幕。酒店於2004年歇業，隨即展開為期四年的翻新工程，工程在2009年完成，自此酒店由凱賓斯基酒店接手管理至今。

## 外部連結
- 印度尼西亚雅加达凯宾斯基酒店 （页面存档备份，存于）（中文）（英文）（印尼文）